# Républicains français sous le Premier Empire
Les républicains, sous le Premier Empire, sont réduits au silence par Napoléon Ier pendant tout son règne.

## L'amalgame napoléonien
Durant le Premier Empire de Napoléon Ier, la république est amalgamée à la Terreur. Napoléon, qui est à l'origine de cet amalgame, prend soin de ne pas rompre radicalement avec la tradition républicaine. Dans la constitution du Premier Empire, le terme république est encore employé, mais sous le régime napoléonien, sa nature change de sorte que la république soit liée, de manière systématique, à sa pire période, ce qui permet entre-temps, à Napoléon de se dire héritier des bons côtés de la Révolution tout en rompant avec ses périodes noires.

## La répression
À partir de 1804, les républicains sont désignés comme anarchistes dans les rapports de police. Plusieurs tentatives de complot sont également déjouées à partir de 1807 par la police napoléonienne.

## Les foyers républicains
Les républicains sont particulièrement présents dans l'armée mais ces derniers sont également nombreux parmi les anciens députés de la Convention, des noms comme Carnot dont la famille sera ardemment républicaine. La Fayette, déjà à cette époque, s'impose comme un leader naturel du parti républicain, statut qu'il gardera jusqu'à sa mort.